# Ностальгія
Ностальгі́я — болісна туга за вітчизною або минулим. Почуття може стосуватися як власного життя, так і часів, не пережитих особисто (так звана колективна ностальгія). Водночас ностальгія може бути оманливою, спотворювати спогади та змушує ідеалізувати минуле. Слово походить від латинського nostalgia ("туга за батьківщиною"), що своєю чергою сходить до грецьких слів νόστος nóstos ("повернення, поворот додому") та ἄλγος álgos ("біль").
Ностальгія не завжди розумілася так, як сьогодні інтерпретує суспільство. Українська мова осмислює слово як тужливе звернення до минулих часів, що часто відбивається у спогадах у сильно ідеалізованому та викривленому вигляді. Це може стосуватися як історичних епох, так і подій з біографії. Ностальгія виражається, наприклад, в оплакуванні старих добрих часів, коли все нібито було набагато краще і приємніше, ніж зараз. Прикладами цього є уславлення золотої доби, античності, середньовіччя чи імперської епохи. Любителів ностальгії часто звинувачують у втечі від сьогодення.

## Витоки та значення
Вперше термін з'явився в медичному контексті. Ностальгія використовувалася для опису патологічної туги за батьківщиною, яка особливо вражала швейцарських найманців під час служби в чужоземних державах.
Наприкінці XVII століття студент-медик Йоханнес Хофер виявив у швейцарських найманців, які проходили службу за кордоном, невідоме захворювання. Втома, гарячка, безсоння, аритмія і розлад шлунка були настільки сильними, що солдатам довелося піти у відставку. Але після дослідження симптомів Хофер дійшов висновку, що зіткнувся з глибокою тугою за батьківщиною. Він назвав це почуття "ностальгією", від грецьких слів "nostos" – повернення і "algos" – біль.
Спочатку вважали, що від ментального недугу потерпають лише швейцарці. Нібито постійний дзвін дзвіночків на шиях альпійських корів спричиняє пошкодження барабанних перетинок і мозку. Але на думку лікарів, опіум, п'явки та подорож в Альпи повернуть хворих до нормального стану.
Коли міграція охопила весь світ, стало зрозуміло, що ностальгія – не типово швейцарська риса. На початку XX століття фахівці почали вважати її не захворюванням неврології, а психологічним станом на зразок депресії, яка символізує труднощі прощання з дитинством. Знадобилося ще кілька десятиліть, щоб дійти висновку, що ностальгія – це не просто туга за батьківщиною. Це туга за минулим.
Вперше феномен був детально описаний у його праці "Dissertatio medica de Nostalgia, oder Heimwehe" (Базель, 1688). Лише згодом ностальгія набула того немедичного розуміння, яке вона має на сьогодні.

## Причини проявлення
Жодна людина не сприймає всі чуттєві враження, які на неї впливають, нефільтрованим чином. Кожна людина мимоволі фільтрує побачене і почуте на важливе і неважливе у пам'яті. Оскільки люди протягом життя постійно переставляють і переосмислюють свої спогади, так одні набувають більшої значущості, ніж інші. Особливо красиві та приємні події запам'ятовуються довше, ніж сумні чи нудні. Це можна пояснити тим, що люди постійно прагнуть створити максимально успішну та щасливу біографію у перекроюванні власних спогадів. Навряд чи хтось на старості літ стане вдавати, що прожив безглузде життя, повне невдач і конфузів. Однак, через свою інтенсивність, сумні події також можуть бути перманентними, можливо, навіть більш стійкими, ніж події, які сприймаються як красиві або приємні, оскільки велике значення має те, чи була така подія формуючою і такою, що змінює життя, чи вона була кардинально різкою.
Ностальгію можна розглядати як своєрідний коректор. Він може виникнути у людей, які опинилися в стані психічного або фізичного дисбалансу. При цьому почуття, можливо, відновлює своєрідний баланс, з якого можна черпати сили, або пропонує емоційну втечу від ситуації в тяжкі моменти життя. Таким чином, ностальгію можна розуміти як терапевтичний інструмент, який може полегшити депресивний настрій. 
Рекламна індустрія намагається використовувати тенденцію до ностальгії за допомогою цілеспрямованих заходів, таких як ретро-образ. 

## Колективна ностальгія
Найпоширенішим випадком ностальгії може служити бажання повернутися в СРСР. Ілюзорне відчуття затишку минулих часів існувало завжди й всюди. Особливою формою ностальгії в Німеччині вважається остальгія — звернення до певних аспектів життя в НДР. Однак багато людей, які мають справу з ретроспективою життя в НДР, не бажають відчувати ностальгію та прославляти життя в НДР. Подібні соціальні явища існують і в колишній Югославії, де говорять про так звану "югоностальгію" (Jugonostalgija). Найранішими проявами колективної ностальгії можна спостерігати в Одіссеї, де бувальщина проявлена через тугу до часів, коли землею ходили циклопи й жилося всім добре. За твердженнями сучасних науковців, тужливий стан за минулими часами є прикметним становищем для націй. 

### Англійською
- Barnwell, R. Wixel, Joel Collier, and Kevin J. Shanahan. "Nostalgia and Forestalgia: Insights, Evaluation, and Implications for Advertising and Product Typology." Journal of Advertising (2022): 1-18.
- Bartholeyns, G. (2014). "The instant past: Nostalgia and digital photo retro photography." Media and Nostalgia. Yearning for the past, present and future, ed. K. Niemeyer (Palgrave Macmillan): 51–69.
- Simon Bunke: Heimweh. Studien zur Kultur- und Literaturgeschichte einer tödlichen Krankheit. (Homesickness. On the Cultural and Literary History of a Lethal Disease). Freiburg 2009. 674 pp.

### Німецькою
- Daniel Rettig: Die guten alten Zeiten: Warum Nostalgie uns glücklich macht. dtv, München 2013, ISBN 978-3-423-26013-8
- Dominik Schrey: Analoge Nostalgie in der digitalen Medienkultur. Kadmos, Berlin 2017, ISBN 978-3-86599-345-8
- Jutta Steiner: Nostalgie im Upside Down. Das progressive Potenzial von Nostalgie in der Retro-Serie »Stranger Things«. Büchner-Verlag, Marburg 2019, ISBN 978-3-96317-177-2.

### Українською
- Ностальгія // Українська мала енциклопедія : 16 кн : у 8 т. / проф. Є. Онацький. — Буенос-Айрес, 1962. — Т. 5, кн. IX : Літери На — Ол. — С. 1154-1155. — 1000 екз.

### Російською
- Лики ностальгии. «Человек» N 3 2006 (рос.)